# رضا مشایخی
رضا مشایخی (نام مستعار فرهاد) (۱۲۸۴، تهران - ۲۰ بهمن ۱۳۶۸، تهران)، مترجم و نویسنده است. بیشتر ترجمه‌های او به‌نام فرهاد به چاپ رسیده‌است. پس از تکمیل تحصیلات متوسطه در مدرسهٔ دارالفنون و گذراندن مسابقهٔ ورودی وزارت فواید عامه، به منظور تحصیل در رشتهٔ مهندسی ساختمان و راه‌سازی به بلژیک عزیمت نمود و دورهٔ چهار سالهٔ دانشگاه آن کشور را با موفقیت به پایان رساند و به ایران بازگشت. در ۱۳۱۰ به خدمت وزارت راه درآمد و سه سال در دانشکدهٔ فنی که تازه تأسیس شده بود تدریس کرد. از ۱۳۲۶ که ساخت خطوط راه‌آهن آذربایجان و خراسان شروع شد، به سمت رئیس و مدیرکل ادارهٔ ساختمان منصوب شد و مدتی معاونت وزارت راه را عهده‌دار بود.

## ترجمه‌ها
- ماری آنتوانت اثر اشتفان تسوایک
- ماری استوارت اثر اشتفان تسوایک
- زیگموند فروید اثر اشتفان تسوایک
- سه استاد سخن
- کلئوپاترا اثر آرتور ویگال
- تاریخ اکتشافات جغرافیائی از آغاز تاریخ تا دوره معاصر
- تصویر دوریان گری اثر اسکار وایلد
- اعترافات اثر ژان ژاک روسو
- جمهور اثر افلاطون
- حیات مردان نامی اثر پلوتارک
- جریان‌های بزرگ تاریخ معاصر (۶ جلد) اثر ژاک پرن
- کوروش‌نامه اثر گزنفون
- اندیشه‌ها و رسالات اثر بلز پاسکال
- آخرین نبرد اثر کورنلیوس رایان
- اسلام، دین و امت اثر لوئی گارده
- اخلاق نیکوماخوسی اثر ارسطو
- علم و مذهب اثر برتراند راسل
- تقریرات ناپلئون اثر کنت دولاسکار
- امیدواری در یک شب
- سیرت کوروش اثر گزنفون